# Вакулко, Юрий Николаевич
Ю́рий Никола́евич Ваку́лко (укр. Юрій Миколайович Вакулко; род. 10 ноября 1997, Одесса) — украинский футболист, полузащитник клуба «Ордабасы». Выступал за молодёжну сборную Украины.

## Клубная карьера
Воспитанник ДЮСШ-11 (Одесса). С 2010 по 2013 год в чемпионате ДЮФЛ провел 62 матча, забив 33 гола. С 2014 года продолжил обучение в академии «Днепра». Играл за юношеский 22 (3) и молодёжный 38 (3) составы клуба.
8 апреля 2015 года дебютировал в основном составе «Днепра» в кубковом матче против «Черноморца», на 74 минуте игры выйдя на замену вместо Калинича.. 24 июля 2016 года дебютировал в основном составе «Днепра» в матче чемпионата против «Волыни», отыграв 90 минут и отметившись забитым мячом.. 5 декабря 2017 покинул клуб.
В январе 2018 года присоединился к белградскому «Партизану».
В июле 2019 года подписал контракт на два года с клубом «Днепр-1».

## Карьера в сборных
2 сентября 2016 года в возрасте 18 лет дебютировал за молодёжную (до 21 года) сборную Украины в победном матче против команды Франции, отметившись забитым мячом.

## Статистика
| Клуб           | Лига                 | Сезон   | Чемпионат | Чемпионат | Кубок | Кубок | Еврокубки | Еврокубки | Дубль | Дубль |
| Клуб           | Лига                 | Сезон   | Игры      | Голы      | Игры  | Голы  | Игры      | Голы      | Игры  | Голы  |
| -------------- | -------------------- | ------- | --------- | --------- | ----- | ----- | --------- | --------- | ----- | ----- |
| Днепр          | Премьер-лига Украины | 2014/15 | 0         | 0         | 1     | 0     | 0         | 0         | 16    | 1     |
| Днепр          | Премьер-лига Украины | 2015/16 | 0         | 0         | 0     | 0     | 0         | 0         | 22    | 2     |
| Днепр          | Премьер-лига Украины | 2016/17 | 26        | 2         | 2     | 0     | 0         | 0         | 3     | 0     |
| Днепр          | Вторая лига          | 2017/18 | 12        | 0         | 0     | 0     | 0         | 0         | 1     | 0     |
| Партизан       | Чемпионат Сербии     | 2017/18 | 2         | 0         | 0     | 0     | 0         | 0         | 0     | 0     |
| Арсенал (Киев) | Премьер-лига Украины | 2018/19 | 9         | 0         | 1     | 0     | 0         | 0         | 6     | 0     |
| Днепр-1        | Премьер-лига Украины | 2019/20 | 0         | 0         | 0     | 0     | 0         | 0         | 0     | 0     |
| Итого          | Итого                | Итого   | 49        | 2         | 4     | 0     | 0         | 0         | 48    | 3     |

## Достижения
«Кривбасс»
- Бронзовый призёр чемпионата Украины: 2023/24